# 해럴드 C. 숀버그
해럴드 찰스 숀버그 (Harold Charles Schonberg, 1915년 11월 29일 ~ 2003년 7월 26일)는 미국의 음악 평론가이자 작가이다. 그는 1960년부터 1980년까지 뉴욕 타임스에 기고한 것으로 가장 잘 알려져 있다. 1971년에 그는 비평으로 퓰리처상을 수상한 최초의 음악 평론가가 되었다. 영향력 있는 평론가 그는 낭만주의 피아노 음악에 대한 지지와 레너드 번스타인에 대한 비판으로 특히 잘 알려져 있다. 그는 또한 음악에 관한 여러 권의 책과 체스에 관한 책을 저술했다.
숀버그는 레너드 번스타인에 대해 매우 비판적이었다. 그는 번스타인이 연단에서 과장된 몸짓을 사용하여 과시하고 청중에게 구조를 지나치게 명확하게 만드는 방식으로 작품을 지휘했다고 비난했다.